# Фронсдорф
Фронсдорф (нем. Frohnsdorf) — община в Германии, в земле Тюрингия. 
Входит в состав района Альтенбург. Подчиняется управлению Вираталь.  Население составляет 296 человек (на 31 декабря 2010 года). Занимает площадь 4,37 км².